# Martin Heinrich Klaproth

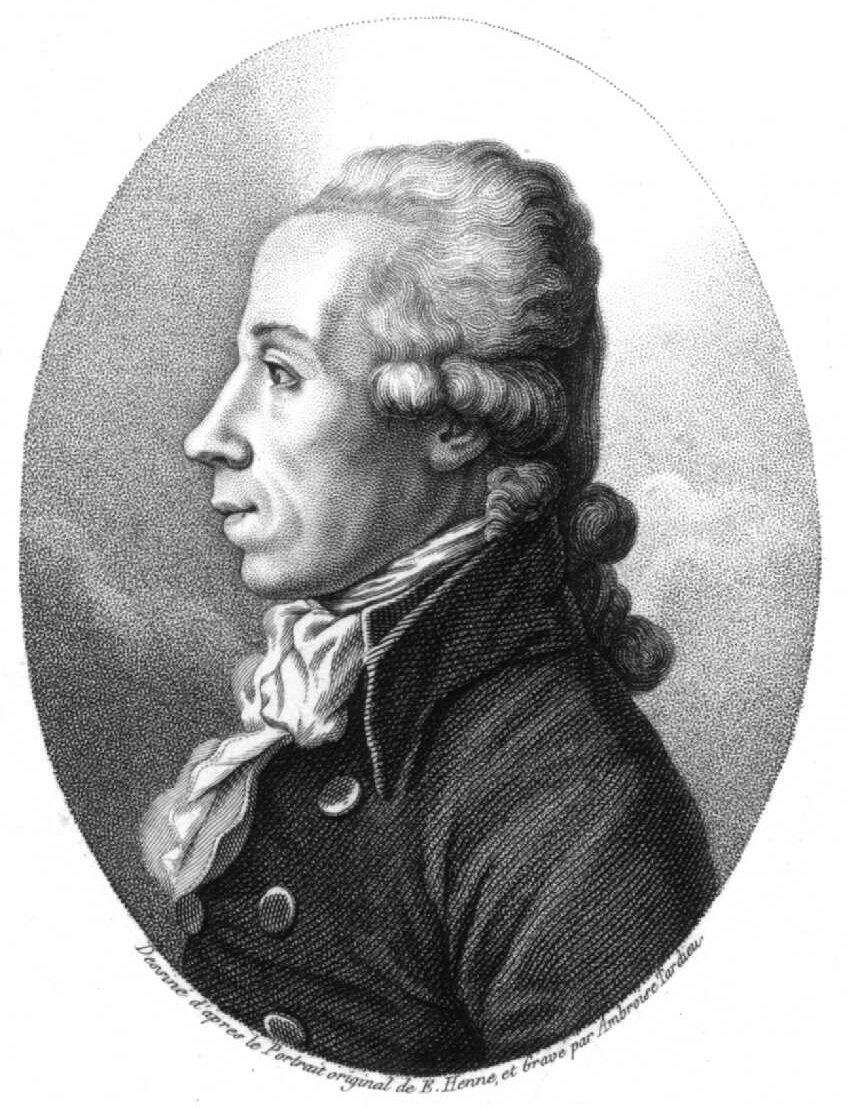
Martin Heinrich Klaproth

Martin Heinrich Klaproth (Wernigerode, 1º dicembre 1743 – Berlino, 1º gennaio 1817) è stato un chimico tedesco.

## Biografia
Fu il primo a scoprire l'uranio e lo zirconio e a caratterizzarli come  elementi distinti, anche se non riuscì ad ottenere nessuno dei due allo stato metallico puro; inoltre chiarì la composizione di numerose sostanze fino allora conosciute in modo imperfetto, inclusi i composti di elementi allora appena scoperti: tellurio, stronzio, cerio, cromo, titanio e uranio.
I suoi articoli, in numero di oltre 200, furono raccolti da lui stesso in Beiträge zur chemischen Kenntnis der Mineralkörper (5 voll., 1795-1810) e Chemische Abhandlungen gemischten Inhalts (1815). Inoltre pubblicò il libro Chemisches Wörterbuch (1807-1810), e un'edizione riveduta  del "Manuale di chimica" (Handbuch der Chemie) di F. A. C. Gren (1806).
Il cratere lunare Klaproth ha ricevuto questo nome in suo onore.
Suo figlio Julius fu un famoso orientalista.